# Дебрін Ігор Анатолійович
І́гор Анато́лійович Де́брін — старший солдат Національної гвардії України.

## Короткий життєпис
Народився 16 серпня 1990 року в селі Зміївка (Бериславський район) на Херсонщині. Навчався у Зміївській загальноосвітній школі І-ІІІ ступенів. Був учасником шкільної футбольної команди, призер районних змагань з легкої атлетики. Одразу після закінчення школи прийшов на Бериславський машинобудівний завод, де його батько був начальником робочої будівельної дільниці, і почав працювати різноробочим. Далі закінчив Херсонський національний технічний університет, і в лютому 2013 року прийшов на завод вже як інженер-технолог, працював у відділі головного технолога.
20 квітня 2015 року був призваний Бериславським РВК Херсонської області і направлений для подальшого проходження строкової служби у Першу оперативну бригаду Північного оперативно-територіального об'єднання Національної гвардії України, військова частина 3027 (Нові Петрівці). Загинув під час несення служби з охорони громадського порядку в урядовому кварталі міста Києва, внаслідок вибуху гранати біля Верховної Ради 31 серпня 2015 року — осколкове поранення в серце, помер у лікарні. Тоді загинули солдати Олександр Костина та Дмитро Сластніков, смертельно поранений солдат Богдан Дацюк.
2 вересня зі старшим солдатом Ігорем Дербіним попрощалися у військовій частині. 3 вересня Ігоря поховали на сільському кладовищі у Зміївці. У нього залишилися батьки і старша сестра.

## Нагороди та вшанування
За особисту мужність, сумлінне та бездоганне служіння Українському народові, зразкове виконання військового обов'язку відзначений — нагороджений орденом «За мужність» III ступеня (посмертно), Указ Президента України від 1 вересня 2015 року № 530/2015.
В кінці травня 2016 року у Зміївській ЗОШ відкрито меморіальну дошку честі Ігоря Дебріна.